# Contea di Campbell (Tennessee)
La contea di Campbell in inglese Campbell County è una contea dello Stato del Tennessee, negli Stati Uniti. La popolazione al censimento del 2000 era di 39 854 abitanti. Il capoluogo di contea è Jacksboro.